# USS Springfield (SSN-761)
Pour les autres navires du même nom, voir USS Springfield.
L'USS Springfield (SSN-761) est un sous-marin nucléaire d'attaque américain de classe Los Angeles nommé d'après Springfield dans l'Illinois. Construit au chantier naval Electric Boat de Groton, il a été commissionné le 9 janvier 1993 et est toujours actuellement en service dans l'United States Navy.